# Maickel Ferrier
Maickel Ferrier (Enschede, 27 januari 1976) is een Nederlands voormalig voetballer van Surinaamse afkomst die als verdediger speelde.
Ferrier debuteerde in het seizoen 1992/93 voor Haarlem in de Eerste divisie en brak in het seizoen 1995/96 door bij FC Volendam in de Eredivisie. In april 1996 onderhandelde Ferrier via Mino Raiola met het Hellas Verona, op dat moment op weg naar promotie naar de Serie A, over een overgang van de verdediger naar de Italiaanse club waar hij de eerste zwarte speler zou worden. Aanhangers van Hellas lieten tijdens de stadsderby tegen Chievo op 28 april 1996 hun afkeer tegen deze transfer op racistische manier blijken. Er bungelde een zwarte pop aan een strop aan een balustrade in het stadion en er waren spandoeken met onder meer 'negro, go away' en dat hij enkel het stadion mocht schoonmaken. De onderhandelingen werden gestaakt.
Ferrier ging toch naar Italië en tekende bij Salernitana in de Serie B. Daar kwam hij nauwelijks aan bod en hij speelde ook op huurbasis voor Catania in de Serie C2. In 1998 keerde hij terug in Nederland bij SC Cambuur waarmee hij in 2000 uit de Eredivisie degradeerde. Tot 2006 speelde hij in de Eerste divisie voor Cambuur, Helmond Sport en TOP Oss. Daarna ging hij bij VVSB spelen waarmee hij tot 2010 in de Hoofdklasse en daarna tot 2012 in de Topklasse speelde. Hij sloot zijn loopbaan na het seizoen 2012/13 in de Hoofdklasse af bij SJC.